# Petter Nosakhare Dahl
Petter Nosakhare Dahl (Oslo, 22 ottobre 2003) è un calciatore norvegese, attaccante del Rapid Vienna.

## Biografia
Nosakhare Dahl è nato in Norvegia, da padre norvegese e da madre nigeriana.

## Carriera

### Club
Nosakhare Dahl è cresciuto nelle giovanili del Frigg, per poi entrare a far parte di quelle del Lyn. A partire dalla stagione 2021, ha fatto ritorno al Frigg: ha esordito in prima squadra, in 3. divisjon, in data 7 agosto: è stato titolare nella vittoria interna per 6-1 arrivata sul Fana. Il 21 agosto 2021 ha trovato il primo gol con questa maglia, nel successo per 6-1 arrivato sul Bjarg.
Il 13 gennaio 2022 è stato ufficializzato il suo trasferimento al KFUM Oslo, per cui ha firmato un contratto triennale. Ha debuttato in 1. divisjon in data 3 aprile 2022, quando ha segnato anche una rete nel pareggio casalingo per 2-2 arrivato contro il Grorud.
Il 31 marzo 2023 è stato ufficializzato il suo ingaggio da parte del Bodø/Glimt, col giocatore che ha firmato un contratto quinquennale: il calciatore ha però continuato a giocare nel KFUM Oslo in prestito e si sarebbe aggregato alla nuova squadra solo alla riapertura del calciomercato estivo.
Una volta arrivato al Bodø/Glimt, non è stato impiegato in alcuna partita ufficiale. Il 2 febbraio 2024 è stato quindi ceduto nuovamente al KFUM Oslo, sempre con la formula del prestito. La squadra era stata nel frattempo promossa in Eliteserien, quindi Nosakhare Dahl ha avuto l'opportunità di debuttare nella massima divisione locale in data 2 aprile, quando ha segnato anche una rete nel pareggio interno per 1-1 arrivato contro l'HamKam.
Il 23 luglio 2024, i belgi del Malines hanno ufficializzato l'ingaggio a titolo definitivo del calciatore: Nosakhare Dahl ha firmato un contratto quadriennale. Ha debuttato nella Pro League il 26 luglio seguente, sostituendo Geoffry Hairemans nel pareggio per 1-1 in casa del Club Bruges. Il 5 ottobre 2024 ha trovato il primo gol, nel successo interno per 5-0 sull'OH Lovanio.
Il 16 luglio 2025 è stato reso noto il suo trasferimento agli austriaci del Rapid Vienna, a cui si è legato con un contratto quadriennale. Ha esordito con la nuova casacca il 24 luglio seguente, quando è stato titolare nella vittoria per 0-2 sul campo del Dečić, sfida valida per i turni preliminari della Conference League. Il 3 agosto ha invece debuttato in Bundesliga, siglando anche un gol nel successo per 1-0 arrivato sul Blau-Weiß Linz.

### Nazionale
Nosakhare Dahl ha esordito per la Norvegia Under-21 in data 15 giugno 2023, quando è stato titolare nell'amichevole pareggiata 0-0 contro la Scozia.

## Statistiche

### Presenze e reti nei club
Statistiche aggiornate al 10 agosto 2025.
| Stagione         | Club             | Campionato       | Campionato | Campionato | Coppe nazionali | Coppe nazionali | Coppe nazionali | Coppe continentali | Coppe continentali | Coppe continentali | Supercoppe | Supercoppe | Supercoppe | Totale | Totale |
| Stagione         | Club             | Comp             | Pres       | Reti       | Comp            | Pres            | Reti            | Comp               | Pres               | Reti               | Comp       | Pres       | Reti       | Pres   | Reti   |
| ---------------- | ---------------- | ---------------- | ---------- | ---------- | --------------- | --------------- | --------------- | ------------------ | ------------------ | ------------------ | ---------- | ---------- | ---------- | ------ | ------ |
| 2021             | Frigg            | 3D               | 14         | 5          | CN              | 0               | 0               | -                  | -                  | -                  | -          | -          | -          | 14     | 5      |
| 2022             | KFUM Oslo        | 1D               | 28+1       | 6+0        | CN              | 3               | 0               | -                  | -                  | -                  | -          | -          | -          | 32     | 6      |
| gen.-lug. 2023   | KFUM Oslo        | 1D               | 13         | 0          | CN              | 4               | 1               | -                  | -                  | -                  | -          | -          | -          | 17     | 1      |
| ago.-dic. 2023   | Bodø/Glimt       | ES               | 0          | 0          | CN              | 0               | 0               | UECL               | 0                  | 0                  | -          | -          | -          | 0      | 0      |
| feb.-lug. 2024   | KFUM Oslo        | ES               | 15         | 5          | CN              | 2               | 1               | -                  | -                  | -                  | -          | -          | -          | 17     | 1      |
| Totale KFUM Oslo | Totale KFUM Oslo | Totale KFUM Oslo | 56+1       | 11+0       |                 | 9               | 2               |                    | -                  | -                  |            | -          | -          | 66     | 13     |
| 2024-2025        | Malines          | PL               | 22         | 1          | CB              | 1               | 0               | -                  | -                  | -                  | -          | -          | -          | 23     | 1      |
| 2025-2026        | Rapid Vienna     | BL               | 2          | 2          | CA              | 1               | 0               | UECL               | 3                  | 2                  | -          | -          | -          | 6      | 4      |
| Totale           | Totale           | Totale           | 94+1       | 19+0       |                 | 11              | 2               |                    | 3                  | 2                  |            | -          | -          | 109    | 23     |